# Museo del Fútbol Sudamericano
El Museo del Fútbol Sudamericano es un museo temático dedicado al fútbol, y centro de convenciones que se localiza en las instalaciones de la Conmebol,  en la ciudad de Luque en el país sudamericano de Paraguay.
El museo posee una superficie de 9.450 metros cuadrados, construido por la Confederación Sudamericana de Fútbol y se inauguró el 29 de enero de 2009. Tiene en sus tres salones de exhibición más de 1.800 objetos relacionados con la historia del fútbol sudamericano.
Al ingresar al museo se encuentran las banderas de los 10 miembros que integran la confederación: Argentina, Bolivia, Brasil, Chile, Colombia, Ecuador, Paraguay, Perú, Uruguay y Venezuela. También están exhibidas las copas de las competiciones organizadas por la Conmebol;
El museo fue reinaugurado en 2009, en esta oportunidad se rindió homenaje con la instalación de estatuas  de Diego Maradona, Pelé, y Lionel Messi.
En diciembre de 2023 cerraron sus puertas y luego de cuatro meses reabrieron el museo donde realizaron renovaciones que incluyeron experiencias tecnológicas e interactivas para motivar los visitantes como: experiencia VAR, imitador de movimientos, pantallas interactivas, pantalla 360, exhibición de trofeos internacionales, y espacios con temáticas específicas que se irán renovando periódicamente, entre otras atracciones.  

## Referencias

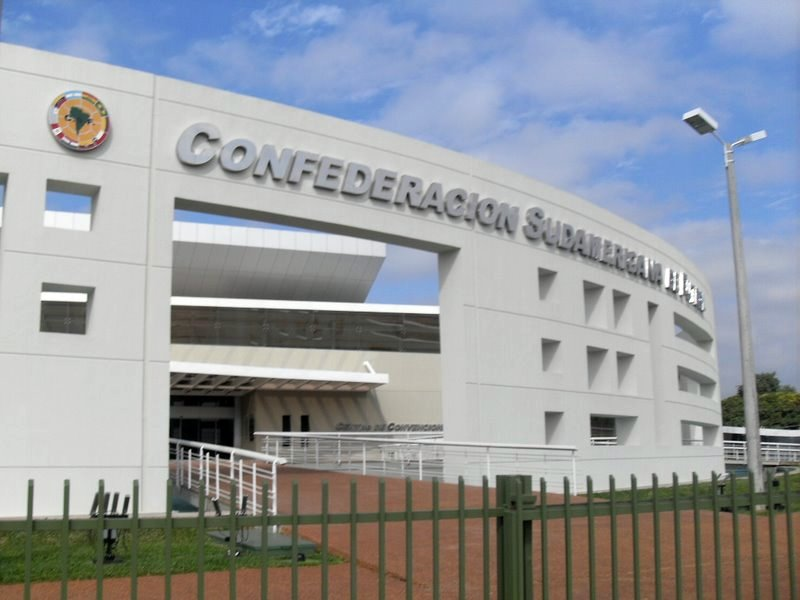
Vista del Centro de convenciones y Museo de la Conmebol